# Torbjörn Blomdahl
Torbjörn Blomdahl (* 26. Oktober 1962 in Göteborg, Schweden) ist ein schwedischer Karambolagespieler. Als mehrfacher Welt- und Europameister und vielfacher Weltcupsieger zählt er neben dem US-Amerikaner Willie Hoppe und dem Belgier Raymond Ceulemans zu den besten und bedeutendsten Dreiband-Spielern der Geschichte.

## Leben
Torbjörn Blomdahl wurde als Sohn des Karambolagespielers und Weltmeisters Lennart Blomdahl in Göteborg geboren. Als er elf Jahre alt war, zog die Familie nach Helsingborg. Er schloss die Schule mit dem Abitur ab, neben seiner Muttersprache spricht er noch Deutsch, Englisch, Französisch und Spanisch.
Typisch für sein Spiel sind besonders kreative oder verwegene Lösungen. Er bezeichnet sich aber selbst weder als exzellenten Theoretiker noch als Ästhet. Gefragt nach seinem Spielsystem antwortete er: „Meine Nase“. Der belgische Seriensieger Raymond Ceulemans war fasziniert von Blomdahl und sagte über ihn: „Blomdahl ist ein Talent, wie es alle 50 Jahre einmal vorkommt. Er wird über einen großen Zeitraum hinweg die Szene beherrschen.“ Deutschlands erfolgreichster Karambolagespieler Dieter Müller beschrieb den Schweden wie folgt: „Natürlich ist Torbjörn zuallererst ein exzellenter Billardspieler. Aber da ist auch noch mehr, etwas rational nicht Faßbares, nicht Beschreibbares.“
Torbjörn Blomdahl ist auch ein hervorragender Poolbillard-Spieler. Einen Schaukampf gegen Efren Reyes in Japan gewann er mit 9:5 (9-Ball) und 30:20 (Dreiband, 20 Aufnahmen, GD 1,500). Im Juli 2007 gewann er in Korea ein im Fernsehen live übertragenes Show-Turnier (Dreiband (20:12), 8-Ball (2:0), 9-Ball (5:3)) gegen den koreanischen Spitzenspieler im Poolbillard Young Hwae-jeong.
Torbjörn Blomdahl hat eine Frau und zwei Söhne und verbringt einen Teil seines Lebens im baden-württembergischen Backnang.

## Karriere
Blohmdahl gehört seit Mitte der 80er Jahre zur Weltspitze in der Disziplin Dreiband. Er konnte viele Siege bei internationalen Turnieren erringen – nur Raymond Ceulemans kann mehr internationale Titel aufweisen.
Blomdahl gewann 1981 19-jährig seine erste von mehr als 20 schwedischen Meisterschaften.
1983 unterlag er in Dünkirchen nur knapp gegen den „Mr. 100“ genannten Ceulemans im Finale der Europameisterschaft. Zwei Jahre später, 1985 in Amersfoort, beendete er Ceulemans Siegesserie – dieser hatte seit 1962 fast alle Welt- und Europameisterschaften gewonnen – und gewann den ersten seiner insgesamt acht Europameistertitel. Zusammen mit seinem Vater gewann er 1987 und 1991 als schwedische Nationalmannschaft die Dreiband-Weltmeisterschaft für Nationalmannschaften, sowie 1985, 1987 und 1991 die Dreiband-Europameisterschaft für Nationalmannschaften. Mit Michael Nilsson wurde er weitere sieben Mal Weltmeister.
Bei den German Open 1988 in Backnang gewann er gegen Ceulemans und stand zum ersten Mal auf Platz 1 der Weltrangliste, den er die nächsten zehn Jahre verteidigen konnte.
In Kairo wurde er 1987 zum ersten Mal Weltmeister im Dreiband und dann später noch im Biathlon bei der WM im französischen Épinal. In den folgenden Jahren war Blomdahl der dominierende Spieler im Dreiband-Weltcup, der bis einschließlich 1991 auch als WM gewertet wurde. 1988 gewann er vier der fünf Weltcupturniere und war als Gesamtsieger damit auch zum zweiten Mal Weltmeister. 1991 und 1997 holte er sich diesen UMB-Titel noch zwei weitere Male.
1994, 1995 und 1996 erzielte er drei Weltcup-Gesamtsiege in Folge, was bisher keinem anderen Spieler gelang. In den Jahren 1998, 2001, 2007 und 2010 schraubte er den Rekord auf insgesamt zehn Siege in der Gesamtwertung des Weltcups, wobei er 2007 erneut vier der fünf Weltcupturniere gewann und damit den ersten Weltranglistenplatz zurückeroberte.
Nach der Geburt seines zweiten Sohnes wurde es etwas ruhiger um Blomdahl, er konnte sich aber immer noch unter den vier besten Spielern der Welt halten. 2005, exakt 20 Jahre nach seinem ersten EM-Sieg konnte Blomdahl in Porto diesen Titel zum achten Mal erkämpfen.

### Saison 2012/13
Bei den Verhoefen Open im August 2012 in New York wurde er Zweiter. Nach seinem schlechten Abschneiden bei der WM in Porto, bei der er als Gruppenletzter nicht in die Finalrunde kam, zeigte Blomdahl eine Woche später im südkoreanischen Suwon beim zweiten Dreiband-Weltcup des Jahres eine wesentlich bessere Leistung und schlug im Finale Zanetti mit 3:1 Sätzen. Er holte sich damit abermals den ersten Platz in der Weltrangliste zurück. Außerdem feierte er damit seinen 40. Weltcup-Einzelsieg, in dieser Hinsicht folgen der Niederländer Dick Jaspers mit 19 und der Belgier Frédéric Caudron mit 11 Siegen in deutlichem Respektabstand.

### Saison 2013/14
Nachdem Blomdahl beim ersten Weltcup der Saison überraschend schon im Achtelfinale gegen den späteren Sieger Gang Dong-koong aus Korea ausgeschieden war, zeigte er sich zwei Wochen später im griechischen Korinth wieder in Topform. Zuerst gewann er gegen Roland Forthomme (40:24 /17 Aufnahmen), es folgten Heo Jung-han (40:9/10 – ED=4,000!), Tran Quyet Chien (40:40/18 – 3:2 nach Penalty), Ex-Weltmeister Filipos Kasidokostas (40:10/13) und schließlich Ruben Legazpi mit 40:19 in 15 Aufnahmen. Summa summarum hat er mit 200 Punkten in 83 Aufnahmen einen GD von 2,739 gespielt und damit einen neuen Weltrekord aufgestellt.
Mit zwei Einzelsiegen (2013/1 in Antalya und 2013/3 in Korinth) und einem zweiten Platz beim Weltcup 2013/4 in Medellín wurde Blomdahl nach 2011 zum zweiten Mal in Folge Weltcup-Gesamtsieger. Es war insgesamt sein elfter Gesamtweltcupsieg.

### Saison 2014/15
Nach seinem 43. Weltcupsieg in Porto im Juli gewann Blomdahl nach 18 Jahren wieder einmal die Dreiband-Weltmeisterschaft im November im französischen Bordeaux. Es war der fünfte Weltmeistertitel in seiner Karriere. Er ist nach Raymond Ceulemans, der 21-mal Weltmeister wurde, der zweiterfolgreichste Dreibandspieler aller Zeiten.

### Saison 2019/20
32 Jahre nach seinem ersten Titelgewinn bei der Dreiband-Weltmeisterschaft 1987 konnte sich Blomdahl im dänischen Randers im Finale gegen den 38-jährigen Vietnamesen Nguyễn Đức Anh Chiến mit 40:37 die sechste Goldmedaille sichern.

### Saison 2021/22
Bedingt durch die COVID-19-Pandemie fiel die Saison 2020/21 aus. Erst zum November 2021 wurde mit dem Dreiband-Weltcup 2021/1 im niederländischen Veghel wieder das erste internationale UMB-Turnier gespielt. Blomdahl belegte dort den achten Platz, nachdem er im Viertelfinale am Koreaner Heo Jung-han mit 50:36 verlor. Im folgenden Weltcup im ägyptischen Scharm asch-Schaich belegte er nach seiner Niederlage im Halbfinale gegen den späteren Turniersieger Semih Saygıner aus der Türkei, den dritten Platz, gemeinsam mit dem Koreaner Choi Sung-won. Nur vier Tage später trat er als Titelverteidiger, am selben Ort, die Weltmeisterschaft an. Nach Punktegleichstand mit dem Spanier Rubén Legazpi in der Gruppenphase traf Blomdahl im 16-tel-Finale der Finalrunde auf den Belgier Eddy Merckx, der das Spiel mit 50:32 gewann. Am 19. Februar 2022 gewann er, gemeinsam mit seinem Teamkollegen Michael Nilsson, die Dreiband-Team-EM. In der Finalrunde schlugen sie zunächst Griechenland 1 (Nikos Polychronopoulos/Konstantinos Kokkoris), dann Türkei 1 (Tayfun Taşdemir/Lütfi Çenet) bevor sie im Finale auf Deutschland 1 (Ronny Lindemann/Çengiz Karaça) trafen und mit 2:0 siegten.

### Saison 2023/24
Beim 3. Weltcup im Mai 2023 verbesserte Blomdahl im Gruppenspiel gegen den Dänen Dion Nelin seine Höchstserie um zwei Punkte auf 26, was ihm auch die Rekordmarke beim Weltcup einbrachte. Im Finale besiegte er das junge koreanische Spielertalent und Juniorenweltmeister Cho Myung-woo und erspielte sich seinen insgesamt 46. Turniersieg beim Weltcup.

## Auszeichnungen
- Spieler des Jahres: 2001, 2007

## Erfolge
- Dreiband-Weltmeisterschaft der (UMB):  1987, 1988, 1991, 1997, 2015, 2019 •  1986, 1989, 1990, 1998, 1999, 2008, 2014 •  2003
- Dreiband-Weltmeisterschaft für Nationalmannschaften:  1987, 1990 (mit Vater Lennart) und 2000, 2001, 2005–2009 (mit Michael Nilsson)
- Dreiband-Weltcup:  (Einzel) 46 × •  (Gesamt) 11 ×
- Dreiband Grand Prix:  27 ×  10 ×  11 ×
- Dreiband-Europameisterschaft:  1985, 1986, 1988, 1990, 1991, 1998, 2001, 2005, 2015
- Dreiband-Europameisterschaft für Nationalmannschaften:  1985, 1989, 1991, 2022  1992
- Coupe d’Europe:  1984, 1985, 1989, 1990, 1995, 1998, 1999, 2000, 2002, 2017
- Verhoeven Open:  2002, 2004, 2005, 2014  2006, 2012, 2019  2008, 2013
- AGIPI Billard Masters:  2008, 2012 •  2009
- World Games (Dreiband):  2009
- Supercup:  2002, 2003
- Crystal Kelly Turnier:  1995–1997, 2000, 2006 •  1999, 2005, 2008–2010 •  1998, 2003
- LG U+ Cup 3-Cushion Masters:  2015, 2017
- Biathlon-Weltmeisterschaft (5-Kegel-Billard und Dreiband):  1987
- Schwedische Dreiband-Meisterschaft:  1983–2019 (29×)  1981, 1993, 2006, 2008, 2013, 2018  ?

Quellen: 

## Rekorde
- Beste Partie: 50 Punkte in 9 Aufnahmen (5,555 GD)
- Höchste Serie: 26
- Bester GD: 2,739 (Weltrekord – Dreiband-Weltcup 2013/3) in Korinth.

## Weisheiten
- „Die Banden sind etwas nervös.“
- „Dieser Konter stand gestern schon in der Zeitung ….“